# Theodor Leupolt
Theodor Ferdinand Leupolt (Zittau, ... – ...; fl. XIX secolo) è stato un ciclista su strada tedesco.
Partecipò alle gare di ciclismo delle prime Olimpiadi moderne che si svolsero ad Atene nel 1896, nei 100 kilometri, ritirandosi al 37º km, e nella cronometro, arrivando quinto in 27"0.